# Kreeften
De kreeften (Astacidea) zijn een infraorde van kreeftachtigen die behoort tot de orde tienpotigen. Tot deze infraorde behoren dieren zoals de zeekreeften en de rivierkreeften.

## Superfamilies
- Astacoidea Latreille, 1802
- Enoplometopoidea Saint Laurent, 1988
- Nephropoidea Dana, 1852